# Bắn cung

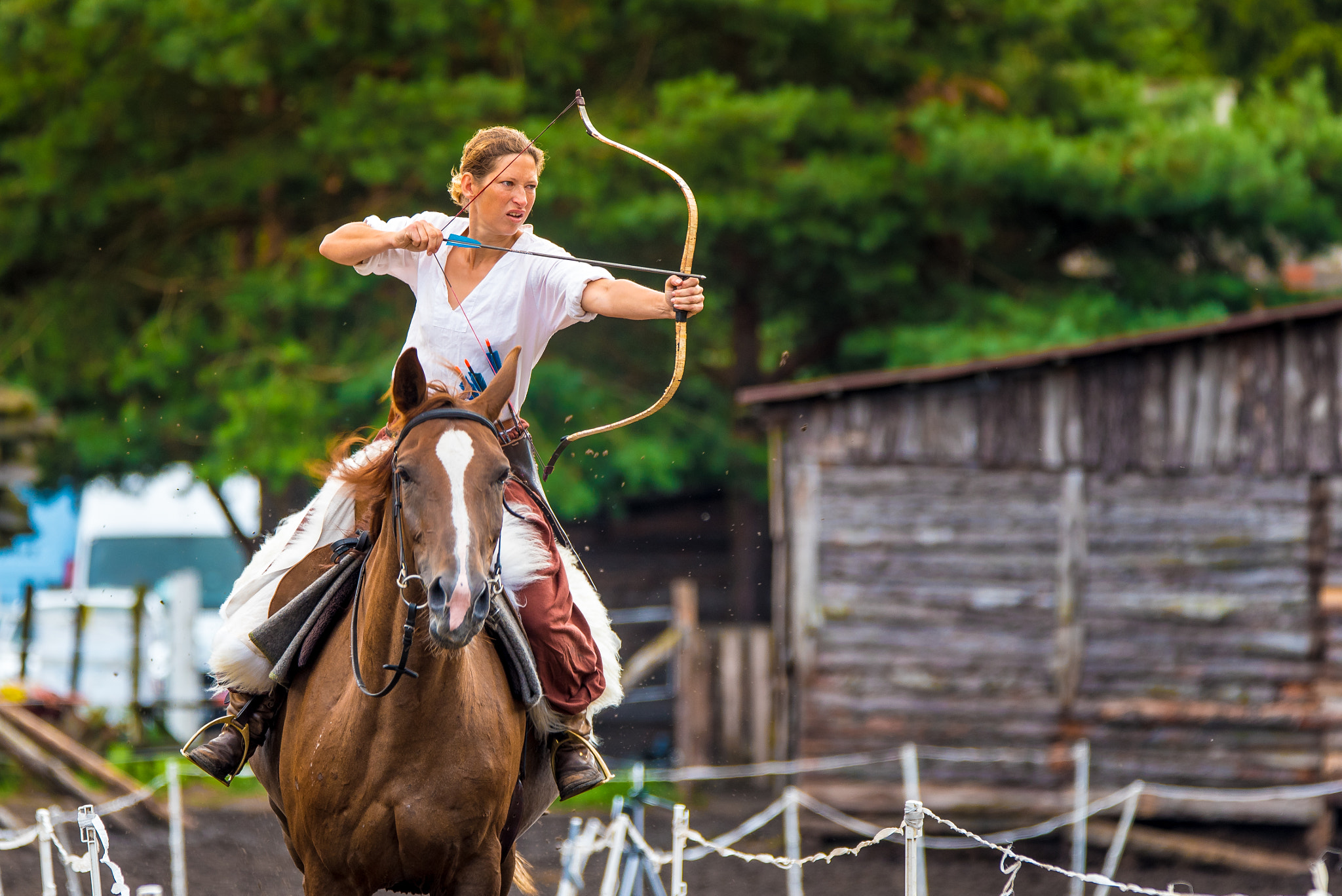
Cưỡi ngựa bắn cung

Bắn cung là một nghệ thuật, thực hành hoặc kĩ năng sử dụng cung để đẩy các mũi tên đi nhắm đến đích. Thuật bắn cung có lịch sử lâu đời, người ta sử dụng cung cho việc đi săn bắt hoặc chiến tranh; trong thời hiện đại, nó vẫn còn được sử dụng thông qua các phương thức giải trí và cũng là một môn thể thao. Người biết bắn cung được gọi là "cung thủ". Trong lịch sử, những người du mục, đặc biệt là người Mông Cổ nổi tiếng với tài bắn cung bách phát bách trúng.

## Lịch sử

Cuộc thi cung thủ trong nước phía Tây Đức trong những năm thập niên 80 của thế kỷ 20

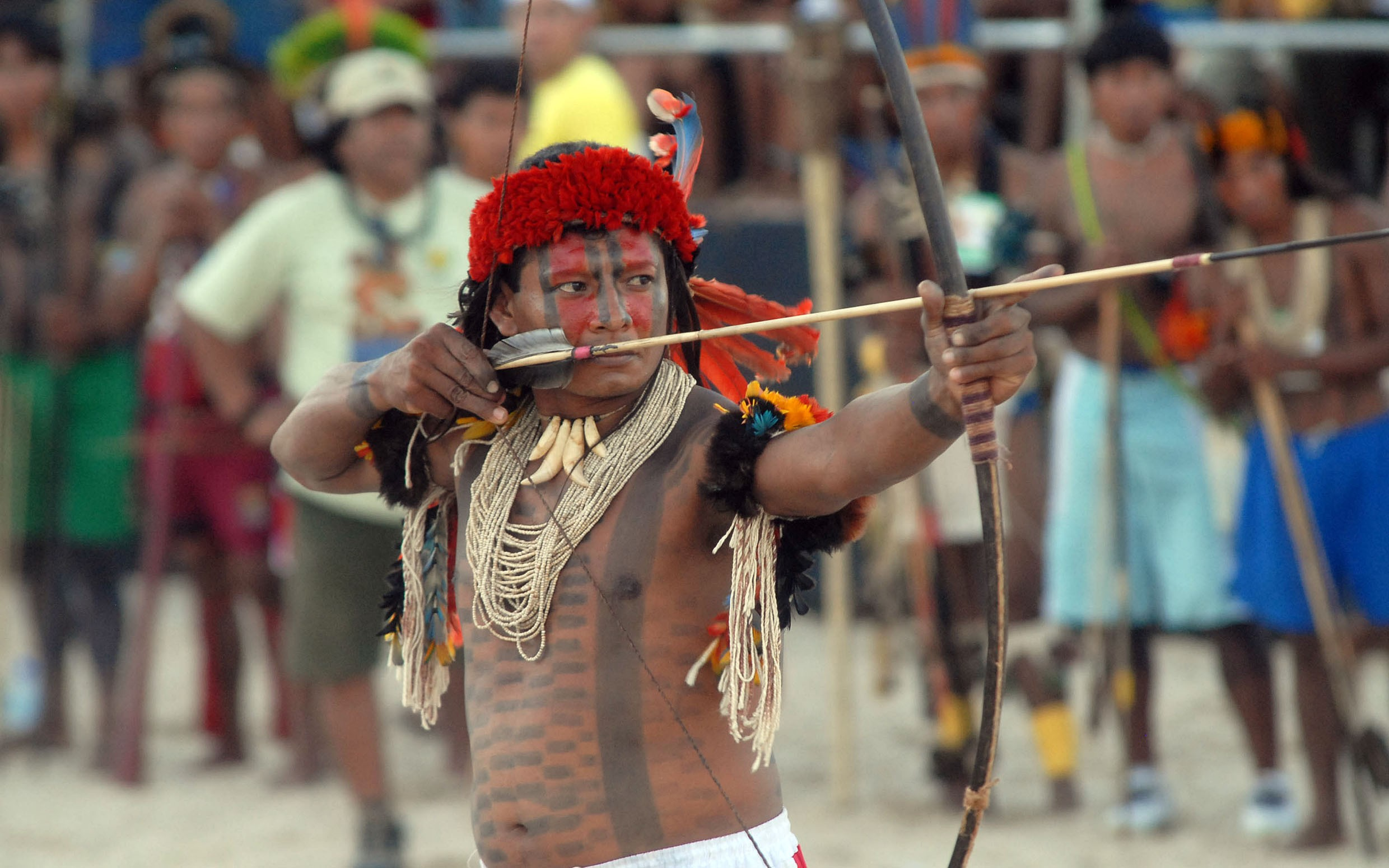
Một cung thủ người bản thổ Brazil Rikbaktsa đang thi đấu trong một trò chơi bắn cung

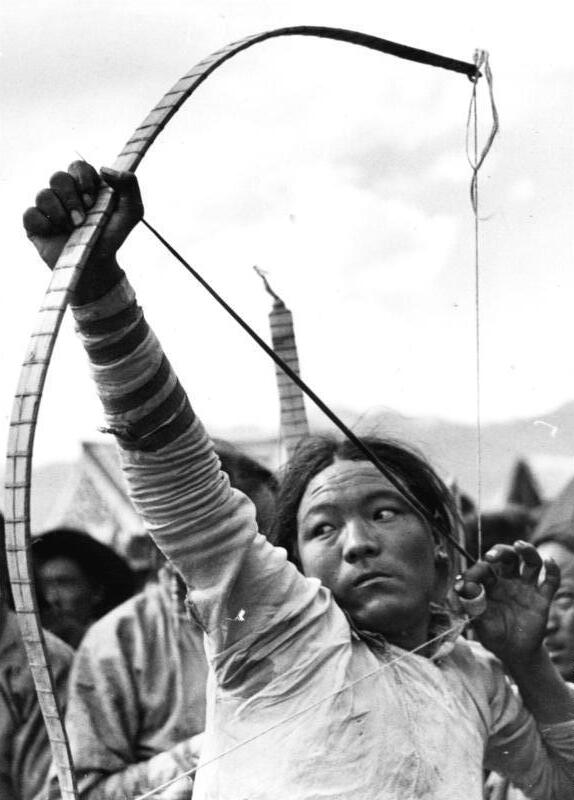
Cung thủ Tây Tạng năm 1938.

Cung dường như được sáng tạo trong khoảng cuối thời kỳ đồ đá cũ hoặc đầu thời kỳ Mesolithic. Cây cung được sử dụng lâu đời nhất được biết tới ở Châu Âu từ Stellmoor trong Thung lũng Ahrensburg phía bắc của thành phố Hamburg, Đức. Nó được tiên đoán là ở cuối thời kỳ Paleolithic, khoảng 10.000–9.000 trước công nguyên. Cung tên được tạo bởi Cây thông và bao gồm có cán và phần thân dài 15–20 cen ti mét (6–8 inch) với mũi tên. Lúc đó chưa định nghĩa là cung; trước đó mũi tên đã được biết, nhưng bị thay đổi bởi lao được sử dụng nhiều hơn cung.
Loại cung được biết tới như là cây cung cổ nhất tìm thấy ở đầm lầy Holmegaard trong Đan Mạch. Cung cuối cùng cũng được sử dụng thay cho lao và chiếm ưu thế hơn hẳn lao và một số người bắt đầu xếp lao và cung vô những loại dụng cụ được đẩy đi bởi lực nào đó, trên tất cả các lục địa trừ lục địa Úc (tuy lao vẫn tồn tại cùng với cung trong một phần lịch sử Châu Mỹ, đáng kể nhất là México (lao được sử dụng từ khi tên bộ tộc Nahuatl ra đời) và cùng với người Inuit).
Cung và mũi tên xuất hiện trong văn hoá Ai Cập từ thời kỳ Tiền Triều đại Ai Cập. Trong khu vực Levant, các mũi tên trong Văn hoá Natufian được làm thẳng hơn trước, (năm 12.800–10.300 trước khi cận đại (là tính từ năm 1950)). Người Khiamian dưới thời Đồ đá mới cùng với người Khiam có thể giỏi về đầu tên. Các nền văn minh trong Thời cổ điển, đáng kể nhất là Assyria, Hungary, Nhà Achaemenes, Parthia, Ấn Độ, Triều Tiên, Trung Quốc, và Nhật Bản có một lượng lớn cung thủ trong quân đội. Thuật bắn cung của người Phạn, dhanurveda, được biết đến như môn võ thuật.
Thuật bắn cung được phát triển mạnh ở Châu Á và trong giới Đạo Hồi. Ở Đông Á, các nền văn minh Triều Tiên cổ đại, như Tân La (Shilla), Bách Tế (Baekje), và Cao Câu Ly (Goguryeo) được biết đến với những cung thủ tài ba. ngoài ra Trung Quốc, Nhật Bản cũng phát triển mạnh về thuật bắn cung để phục vụ cho nhu cầu quân sự, đặc biệt là các dân tộc du mục ở phương Bắc Trung Quốc như người Mông Cổ, người Nữ Chân/Mãn Châu, người Khiết Đan, Đảng Hạ, Đột Quyết, Tây Vực là những chiến binh giỏi về thuật bắn cung, đặc biệt là đội kỵ xạ của người Mông Cổ từng làm mưa, làm gió trên thế giới vào thế kỷ XIII với tài cung ngựa của mình. Ở trung tâm Đồng bằng châu Á và châu Mỹ các thành viên nam của các bộ tộc nhỏ là những cung thủ cưỡi ngựa tài giỏi.

## Thăng trầm
Với sự phát triển của súng đạn làm cung dần dần bị lãng quên và không sử dụng trong chiến tranh nữa. Mặc dù tình trạng kỹ thuật công nghệ lên cao, nhưng cung vẫn đang được phát triển và sử dụng trong một số nước như Anh,Hàn Quốc, Trung Quốc, Nhật Bản, Thổ Nhĩ Kỳ, Người da đỏ, Ai Cập, và nhiều chỗ khác, hầu hết tất cả các văn hoá đã sử dụng súng(lúc nó mới ra), thì thường bỏ mặc cung. Các loại súng sơ khai ban đầu thì yếu thế hơn về tốc độ bắn so với cung, và không thể dùng trong thời tiết ẩm ướt. Nhưng dù gì đi nữa, súng có thể làm bị thương nặng hơn. và về mặt chiến thuật thì có chiếm ưu hơn cung như có thể đứng bắn đằng sau những vật cản, những người người sử dụng súng không cần phải được huấn luyện kĩ càng và không cần phải có cơ bắp khoẻ như để bắn cung, điểm đặc trưng có thể xuyên lủng qua các áo giáp. Các đội quân dùng súng có thể có lợi thế cao khi số lượng lính càng nhiều, và hiện nay các cung thủ chuyên nghiệp rất hiếm trong các trận chiến. Dù vậy, cung thủ vẫn có ảnh hưởng rộng rãi và đã có những bước tiến đáng kể trong thế kỷ 21. Các phong tục truyền thống cung vẫn được sử dụng trong thể thao, và đi săn ở một số nơi.

## Tham khảo

Một nữ xạ thủ